# 五十嵐悠紀
五十嵐 悠紀（いがらし ゆき、旧名森 悠紀（もり ゆき）、1982年(昭和57年) - ）は、日本の計算機科学者、サイエンスライター。ぬいぐるみやビーズ、あみぐるみなど、手芸をサポートするソフトウェアを開発。2005年度下期IPA「天才プログラマー」。第24回独創性を拓く先端技術大賞 学生部門文部科学大臣賞（部門最優秀賞）や第1回黒田チカ賞の受賞者。三児の母として子育てをしながらウェブサイトの連載記事もこなす。
お茶の水女子大学卒業、東京大学大学院修士課程、博士後期課程修了（博士（工学）、東京大学・2010年）。学位取得後は日本学術振興会特別研究員（PD、RPD - 筑波大学）、明治大学 総合数理学部 先端メディアサイエンス学科専任講師、准教授を経て、2022年4月現在お茶の水女子大学に所属。IPA未踏プロジェクトマネージャや情報処理学会会誌編集委員会委員長も歴任した。

## 来歴・人物

### 生い立ち
子供時代はピアノやパン作り、手芸などをやりながらも、父の影響でハンダ付けやキャッチボールなど幅広く経験し、科学館や博物館にもよく連れていてもらっていた。父が週末に持ち帰るパソコンが好きで、学校で習うよりも前にローマ字を習得していたという。鷗友学園女子中学校・高等学校に通学し、中学時代から数学が得意であった。また、高校時代は部活動でバンドを組み、習い事でピアノのコンクールにも出場していた。

### 大学・大学院時代
お茶の水女子大学理学部情報科学科に進学。2005年には卒業研究の内容で計算機科学の国際学会ACMの「Student Research Competition Grand Finals」1位を受賞する。また、五十嵐は2004年・2005年と情報処理推進機構（IPA）の未踏ソフトウェア創造事業に取り組んでいたが、2005年は「ぬいぐるみモデラー」のプロジェクトで「天才プログラマー」の認定を受ける。
東京大学の大学院に進学し、2007年に結婚して翌年に妊娠。2009年に最初の出産を経験する。東京大学大学院工学系研究科先端学際工学専攻 博士課程では鈴木宏正の元で、コンピュータによる手芸設計支援の研究に従事。この間、こどもたちを対象とするアウトリーチ活動を企画し、日本科学未来館館長の毛利衛に掛け合い、同館での講習会を実現させている。
2010年3月に博士課程を修了し、学位を取得。同研究で2010年度・第24回独創性を拓く先端技術大賞において、「コンピュータを用いた手芸設計支援に関する研究」のテーマで学生部門の最優秀賞である文部科学大臣賞を受賞した。手芸関係のソフトウェアは家庭科学習支援への応用も検討している。

### 筑波大学・明治大学時代
2010年4月より日本学術振興会特別研究員として筑波大学 システム情報工学研究科 コンピュータサイエンス専攻 非数値処理アルゴリズム研究室（NPAL）で研究をしつつ、各種連載をこなす。研究ではポップアートカードやペーパークラフト、ステンシルテンプレートなどの支援ソフトウェアの開発にも取り組み、学会では女性研究者の会合も企画・運営している。
2013年4月から明治大学総合数理学部 先端メディアサイエンス学科で講師を兼任し、2015年4月より専任講師となる。学外では育児やPTA活動、女子学生の進路といった男女共同参画に関連した記事も執筆し、IPA未踏プロジェクトマネージャも務めている。また、2015年には「第1回 黒田チカ賞」を受賞している。
2017年には『AI世代のデジタル教育』、2019年には『スマホに振り回される子 スマホを使いこなす子』といった書籍を出版。2017-2020年度には科研費研究として「着物と帯結びのための3次元グラフィックス技術の研究」が採択され、着物の着付けを支援するシステムの開発に取り組んだ。半幅帯にも着目し、「帯結びエディタ」や「組み替え帯」を提案している。

### お茶の水女子大学時代
2022年4月現在、お茶の水女子大学理学部情報科学科准教授。情報処理学会では会誌編集委員会の編集委員長を務める。

## 著作

### 学位論文
- 五十嵐悠紀『コンピュータを用いた手芸設計支援に関する研究』東京大学〈博士学位論文（甲第25776号）〉、2010年3月24日、NAID 500000535994。

### 著書
（単著）
- 『AI世代のデジタル教育 6歳までにきたえておきたい能力55』河出書房新社、2017年、ISBN 978-4309253671。
- 『スマホに振り回される子 スマホを使いこなす子 (ネット社会の子育て)』ジアース教育新社、2019年、ISBN 978-4863715103。
- 『縫うコンピュータグラフィックス ぬいぐるみから学ぶ3DCGとシミュレーション』オーム社、2021年、ISBN 978-4274227172。

（共著）
- 『コンピュータグラフィックス技術の最前線 Computer Graphics Gems JP 2013/2014』 ボーンデジタル、2013年12月、ISBN 978-4-86246-219-0[注 4]。
- 『ソーシャルメディア論 ―つながりを再設計する―』藤代裕之 編著、青弓社、2015年10月、ISBN 978-4-7872-3391-2[36]

## 業績

### 主な受賞歴
- 2005年度 - IPA 天才プログラマー「ぬいぐるみモデラーの開発」[4]
- 2010年度 - 独創性を拓く先端技術大賞（学生部門）文部科学大臣賞「コンピュータを用いた手芸設計支援に関する研究」[5]
- 2010年度 - 船井情報科学振興財団 第10回FFIT奨励賞「3次元モデリングと力学シミュレーションを融合したインタラクティブデザイン」[37]
- 2010年度 - 日本ソフトウェア科学会 第15回論文賞「あみぐるみのための 3 次元モデリングと製作支援インタフェース」[38]
- 2015年度 - お茶の水大学賞 第1回黒田チカ賞「コンピュータを用いたインタラクティブ3次元形状モデリングに関する研究」[6]
- 2016年度 - 情報処理学会 マイクロソフト情報学研究賞「手芸のための対話的な形状デザイン手法」（2016年度）[39]
- 2017年 - 第23回連合駿台会学術奨励賞「クラフトを対象としたインタラクティブデザインに関する研究」[40]
- 2022年 - 令和4年度 科学技術分野の文部科学大臣表彰「手芸と工芸のための形状デザインおよび製作支援に関する研究」[7]

### 競争的資金
- 2004年度下期 - 未踏iPedia「インテリジェントな三次元形状ブラウザの開発」（概要、詳細）
- 2005年度下期 - 未踏iPedia「ぬいぐるみモデラーの開発」（概要、詳細）
- 2008-2009年度 - 特別研究員奨励金（DC2）「3次元モデリングと力学シミュレーションを融合したインタラクティブデザイン」
- 2010-2012年度 - 特別研究員奨励金（PD）「柔軟な素材を対象とした形状デザイン手法に関する実証的研究」
- 2013-2014年度 - 特別研究員奨励金（RPD）「複雑な構造物の制作を支援するための3次元ビジュアル表現」
- 2016-2019年度 - 戦略的創造研究推進事業 さきがけ「手芸・工芸のための対話的な形状デザイン手法」[41]
- 2017-2020年度 - 科学研究費助成事業 若手研究B「着物と帯結びのための3次元グラフィックス技術の研究」[35]

### 主な論文・解説
- 五十嵐悠紀、五十嵐健夫、鈴木宏正「あみぐるみのための3次元モデリングと製作支援インタフェース」『コンピュータソフトウェア』第26巻第1号、2009年1月、 51-58頁。
- 五十嵐悠紀、五十嵐健夫「手芸を楽しむ生活と情報技術 ― 初心者による手芸デザイン支援 ―」『繊維製品消費科学』第51 巻第6号、2010年、486-490頁。
- 五十嵐悠紀、鈴木宏正「創造的家庭科学習教材を目指した初心者向け立体手芸設計支援システム」『図学研究』第46巻第1号、2012年3月、 11-18頁。
- 五十嵐悠紀、五十嵐健夫「Holly ステンシルデザインのためのドローエディタ」『情報処理学会論文誌』第53巻第3号、2012年3月、 1119-1127頁、 NAID 110008802670。
- 五十嵐悠紀「ディジタルデザイン技術を活用した工作と手芸」『情報処理』第54巻第2号、2013年2月、 109-113頁、 NAID 110009500480。
- 越後宏紀、小林稔、五十嵐悠紀「オンラインの学会発表におけるプレゼンテーションスタイルの印象評価」『情報処理学会論文誌』第63巻第1号、2022年、2-10頁。 - 情報処理学会特選論文[42]